# Bicker (Lincolnshire)
Bicker is een civil parish in het bestuurlijke gebied Boston, in het Engelse graafschap Lincolnshire.